# Iglesia de Santa María de la Asunción (Sajazarra)
La iglesia parroquial de Santa María de la Asunción de Sajazarra es un monumento religioso, declarado Bien de Interés cultural y situado en la Comunidad Autónoma de La Rioja (España).
Su origen se sitúa en 1171 cuando Alfonso VIII de Castilla fundó en el lugar el monasterio cisterciense de Santa María de Sajazarra. En 1172 da al abad del monasterio las propiedades de Herrera, Herreruela, Hormaz y Armiñón, y en 1176 traslada el cenobio al actual Monasterio de Santa María de Herrera. A pesar de este traslado, los cistercienses siguieron dominando la comunidad de Sajazarra hasta que en 1253 la adquirió Alfonso X el Sabio a cambio de otras heredades.
El templo actual, construido en piedra de sillería y mampostería está adosado por su muro norte a la muralla y es una suma de construcciones de varias épocas. Consta de tres naves: la central, del último cuarto del siglo XII, la de la epístola, de los siglos XIII y XIV, y la del evangelio, del siglo XVI, excepto su último tramo que parece ser un torreón del XIII. Los arcos de comunicación de las tres naves son del siglo XVIII, y la torre es barroca, realizada por Juan de Azcoitia y Pedro de Elejalde entre 1698 y 1702. El templo fue restaurado en 1994.
Su interior alberga una imagen de la Virgen de la Antigua. Cuenta con un retablo renacentista.